# بيير دانيال هويت
بيير دانيال هويت (بالفرنسية: Pierre-Daniel Huet)‏ هو كاهن كاثوليكي فرنسي، ولد في 8 فبراير 1630 في كاين في فرنسا، وتوفي في 26 يناير 1721 في باريس في فرنسا.

## وصلات خارجية
- بيير دانيال هويت على موقع الموسوعة البريطانية (الإنجليزية)
- بيير دانيال هويت على موقع إن إن دي بي (الإنجليزية)